# Valmet M82
O Valmet M82 é um fuzil de assalto bullpup com projeto interno do Valmet RK 62 76 criado pela empresa finlandesa Valmet.

## História
O M82 foi introduzido na Finlândia em 1978 e descontinuou a produção em 1986. Apenas cerca de 2.000 foram fabricados, principalmente como versões semiautomáticas no calibre 5,56 mm NATO para a ODIN International Ltd. Algumas amostras foram entregues aos pára-quedistas do Exército da Finlândia, mas o fuzil foi considerado inadequado como arma de serviço. Um problema que surgiu durante sua curta vida útil foi que a alça de mira de um fuzil sem caixa tinha tendência a atingir a parte inferior da face, nariz e maçãs do rosto do paraquedista durante o pouso. O fuzil também era mal equilibrado, já que quase todo o peso estava na parte traseira.

## Dados técnicos
Possui câmara para o calibre 5,56×45mm NATO como modelo 255 470 e para o calibre 7,62×39mm como modelo 255 490. Possui receptáculo do Valmet RK 62 76, que é feito de chapa estampada e rebitada, construída dentro de coronha de uretano. O gatilho da arma é de polímero para evitar que o calor do cano seja conduzido até ele, já que o gatilho é montado no cano da arma.

## Recursos
O M82 apresenta um arranjo de mira incomum. As massa e a alça de mira, semelhantes a de uma metralhadora leve Bren ou algumas outras metralhadoras alimentadas por fita, são deslocadas para a esquerda. As miras estão alinhadas normalmente com o olho direito, mas estão deslocadas do cano cerca de 3,175 cm. Isso faz com que o vento do fuzil seja preciso apenas para o alcance zerado. Os tiros disparados a distâncias mais próximas de zero atingirão a direita do alvo e os disparos disparados a distâncias mais longas atingirão a esquerda do alvo. Com a mira deslocada do cano em aproximadamente 3,175 cm, se o vento do fuzil fosse zerado em 50 metros, a 100 metros de distância o erro de vento seria de cerca de 3,175 cm e a 200 metros de distância o erro de vento seria de 9,575 cm. Isso resulta em uma margem de erro que torna difíceis os arremessos acima de 300 metros. Uma vez que as miras fixas não permitem qualquer ajuste de elevação, é claro que esta arma se destina à precisão de combate (15,24 cm a 100 metros) apenas em distâncias curtas/urbanas e não se destina a ser uma ferramenta de precisão.
O arranjo da mira deslocada e a ejeção do lado direito significam que esta arma é muito difícil de usar para usuários canhotos. Os bullpups modernos eliminaram essa desvantagem usando óptica alinhada centralmente e ejeção para frente, para baixo ou para trás para permitir o uso ambidestro em situações de combate.